# Erkki-Sven Tüür

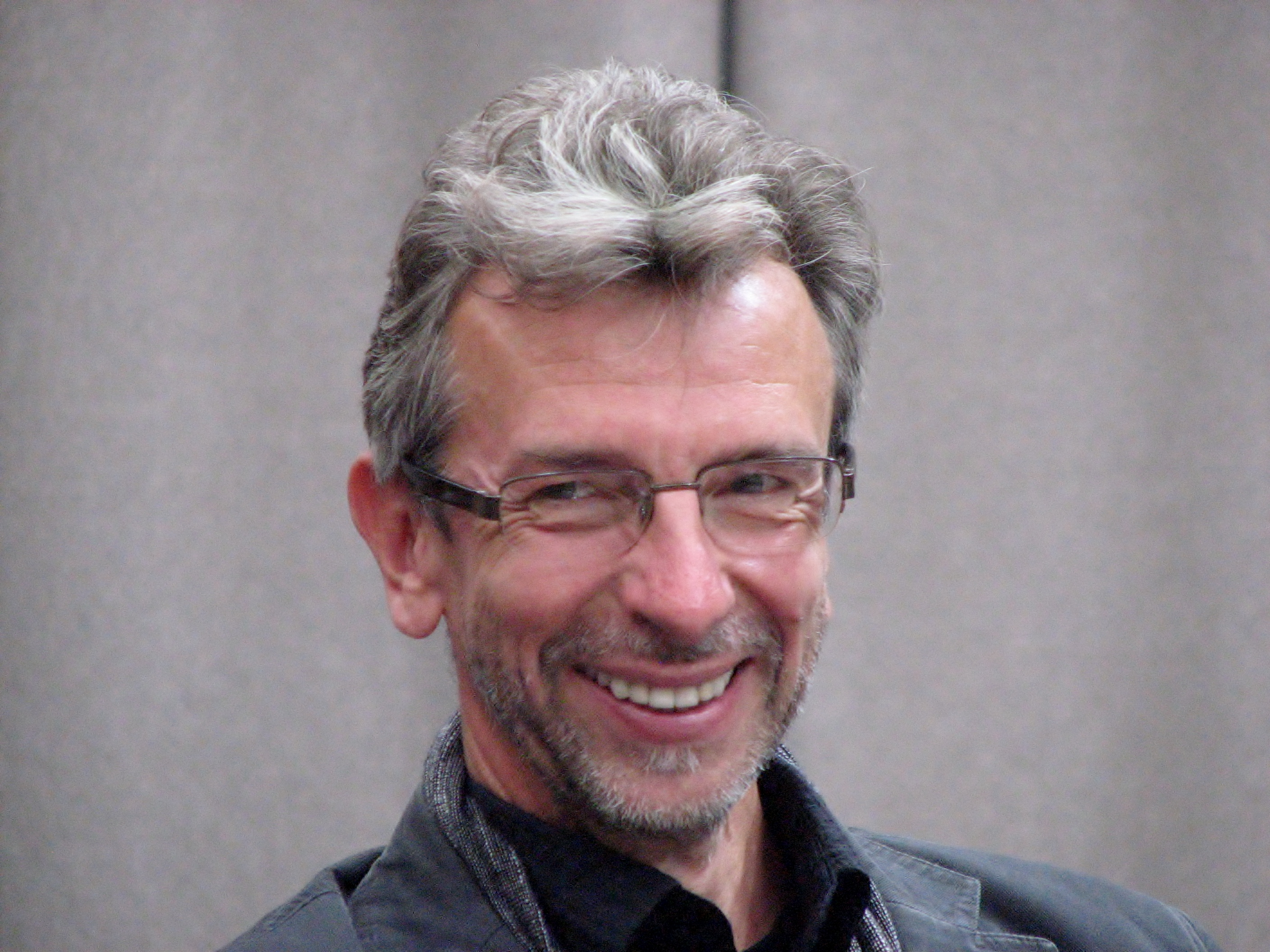
Erkki-Sven Tüür (2013)

Erkki-Sven Tüür (* 16. Oktober 1959 in Kärdla, Insel Hiiumaa, Estnische SSR) ist ein estnischer Komponist.

## Leben
Tüürs Vater war Pfarrer, seine Mutter arbeitete als Bankangestellte. Nach autodidaktischen Anfängen studierte Tüür von 1976 bis 1980 zunächst Flöte und Perkussion an der Musikschule Tallinn und besuchte dort von 1979 bis 1980 den Kompositionsunterricht bei Anti Marguste. Von 1980 bis 1984 studierte er Komposition bei Jaan Rääts an der Estnischen Musikakademie in Tallinn sowie von 1984 bis 1985 privat bei Lepo Sumera.
Von 1979 bis 1984 war er Komponist, Flötist, Keyboarder und Sänger des von ihm gegründeten kammermusikalischen Rockensembles In Spe, das schnell zu einer der beliebtesten Rockgruppen in Estland avancierte. Charakteristisch für deren Klanggestus sind die barocken Einflüsse und der Gebrauch von Improvisation.
Von 1989 bis 1992 unterrichtete er Komposition an der Estnischen Musikakademie. Erkki-Sven Tüür ist Mitbegründer des Festivals für Gegenwartsmusik Nyyd (auf Deutsch „Jetzt“').

## Werk
Zu Tüürs bedeutendsten Werken zählen Zeitraum, Action, Passion und Illusion. Tüür kombiniert moderne Elemente wie Cluster, Polyrhythmik, Atonalität und Klangflächenkomposition mit traditionellen Elementen wie Diatonik, Modalität und Dreiklangsharmonik, wobei ein Kernfaktor die Versöhnung zwischen musikalischen Welten durch die Kontrastierung scheinbar gegensätzlicher Stile ist: Pseudobarock, Minimal Music, Spätromantik, Rockmusik oder Avantgarde treffen in den Stücken an verschiedenen Stellen aufeinander.
2002 komponierte er „Magma“, ein Werk für Schlagzeug und Orchester mit Anklängen an Rockmusik. Diese Komposition widmete er der schottischen Schlagzeugerin Evelyn Glennie.
Zu Tüürs Œuvre gehört außerdem Musik zu diversen Filmen und Theaterstücken. Er komponierte Auftragswerke für das Philharmonische Orchester Helsinki sowie für verschiedene Kammermusikgruppierungen in Tallinn, Los Angeles, New York City und Toronto.

## Filmografie (Auswahl)
- 1988: Draakoni aasta, Dokumentarfilm
- 1991: Die Straße des Friedens (Rahu tänav), (Filmmusik)

## Werke
- Wallenberg, Oper mit einem Libretto von Lutz Hübner, UA 5. Mai 2001 an der Oper Dortmund. 2012 Staatstheater Karlsruhe.
- Konzert für Akkordeon und Orchester.

## Auszeichnungen und Ehrungen
- Musikalischer Jahrespreis Estlands (1986, 1987, 1990)
- Estnischer Kulturpreis 1991 und 1996
- Orden des weißen Sterns II. Klasse (2000)
- Preis der Christoph-und-Stephan-Kaske-Stiftung (2015)
- Lepo Sumera Composition Award (2024)[1]